# Добромиль (гміна)
Ґміна Добромиль (пол. Gmina Bircza) — колишня (1934—1939 рр.) сільська ґміна Добромильського повіту Львівського воєводства Польської республіки (1918—1939) рр. Центром ґміни було місто Добромиль, який не входив до складу ґміни, а становив окрему міську ґміну.

1 серпня 1934 р. було створено ґміну Добромиль в Добромильському повіті. До неї увійшли сільські громади: Арламув, Губіце, Княжполь, Кропівнік, Квашеніна, Ляцко, Міхова Поляна, Папортно, Пєтніце, Розенбурґ, Тарнава і Великє.
У середині вересня 1939 року німці окупували територію ґміни, однак уже 26 вересня 1939 року мусіли відступити, оскільки за пактом Ріббентропа-Молотова вона належала до радянської зони впливу. За кілька місяців територія ввійшла до Добромильського району Дрогобицької області. Наприкінці червня 1941, з початком Радянсько-німецької війни, територія знову була окупована німцями. В серпні 1944 року радянські війська знову оволоділи цією територією. В березні 1945 року села Арламів, Квасинина і Папортно віддані Польщі. 